# Peucedanum vaginale
Peucedanum vaginale är en flockblommig växtart som beskrevs av Carl Friedrich von Ledebour. Peucedanum vaginale ingår i släktet siljor, och familjen flockblommiga växter. Inga underarter finns listade i Catalogue of Life.